# METTL7A
METTL7A (англ. Methyltransferase like 7A) – білок, який кодується однойменним геном, розташованим у людей на 12-й хромосомі. Довжина поліпептидного ланцюга білка становить 244 амінокислот, а молекулярна маса — 28 319.
| 10         |  | 20         |  | 30         |  | 40         |  | 50         |
| ---------- |  | ---------- |  | ---------- |  | ---------- |  | ---------- |
| MELTIFILRL |  | AIYILTFPLY |  | LLNFLGLWSW |  | ICKKWFPYFL |  | VRFTVIYNEQ |
| MASKKRELFS |  | NLQEFAGPSG |  | KLSLLEVGCG |  | TGANFKFYPP |  | GCRVTCIDPN |
| PNFEKFLIKS |  | IAENRHLQFE |  | RFVVAAGENM |  | HQVADGSVDV |  | VVCTLVLCSV |
| KNQERILREV |  | CRVLRPGGAF |  | YFMEHVAAEC |  | STWNYFWQQV |  | LDPAWHLLFD |
| GCNLTRESWK |  | ALERASFSKL |  | KLQHIQAPLS |  | WELVRPHIYG |  | YAVK       |

A: Аланін

C: Цистеїн

D: Аспарагінова кислота

E: Глутамінова кислота

F: Фенілаланін

G: Гліцин

H: Гістидин

I: Ізолейцин

K: Лізин

L: Лейцин

M: Метіонін

N: Аспарагін

P: Пролін

Q: Глутамін

R: Аргінін

S: Серин

T: Треонін

V: Валін

W: Триптофан

Кодований геном білок за функціями належить до трансфераз, метилтрансфераз. 
Локалізований у мембрані, ендоплазматичному ретикулумі, ліпідних краплях.